# グロスマン輝石
グロスマン輝石(Grossmanite)は、輝石グループの極めて希少な鉱物である。化学式はCaTi3+AlSiO6である。チタンの含有が支配的である。チスタライト(Ti2O3)とともに、3価のチタンを含む珍しい鉱物である。これ以外の鉱物中のチタンは、ほぼ4価である。グロスマン輝石とチスタライトは、どちらも有名なアエンデ隕石に由来する。輝石グループに属するデービス輝石、エシネアイト、久城輝石のチタンアナログである。